# هدى بن داية
هدى بن داية هي لاعبة جودو تونسية وُلدت في 21 يوليو 1979، ومثلت تونس في دورة الألعاب الأولمبية الصيفية 2004 في منافسات الوزن نصف الثقيل (وزن 78 كيلوغرام) للسيدات.

## المشاركات والميداليات
شاركت هدى بن داية في عدة نسخ من بطولة إفريقيا للجودو، وحصلت منها على ثلاث ميداليات ذهبية في منافسات الوزن نصف الثقيل، كما شاركت في عام 2001 في دورة ألعاب البحر الأبيض المتوسط التي أقيمت في تونس حيث تمكنت من أحراز الميدالية البرونزية. 
شاركت هدى بن داية أيضًا في دورة الألعاب الأولمبية الصيفية عام 2004 التي أقيمت في مدينة أثينا باليونان، ولكنها ودعت البطولة مبكرًا جدا بعدما خسرت مباراتها الافتتاحية أمام لاعبة الجودو البرازيلية إدينانسي سيلفا التي تمكنت من الحصول على إيبون بعدما أسقطت اللاعبة هدى بن داية على التاتامي بفضل ركلة اليوشي ماتا. ويوضح الجدول التالي أهم المُسابقات والبطولات التي شاركت فيها هدى بن داية، وأبرز الميداليات والألقاب التي حققتها في البطولات والمسابقات المختلفة:
| العام | المسابقة                           | المكان         | المنافسات               | الترتيب/الميدالية                   | ملاحظات          |
| ----- | ---------------------------------- | -------------- | ----------------------- | ----------------------------------- | ---------------- |
| 2001  | دورة ألعاب البحر الأبيض المتوسط    | تونس، تونس     | وزن 78 كيلوغرام للسيدات | المركز الثالث (الميدالية البرونزية) |                  |
| 2001  | بطولة إفريقيا للجودو               | طرابلس، ليبيا  | وزن 78 كيلوغرام للسيدات | المركز الأول (الميدالية الذهبية)    |                  |
| 2002  | بطولة إفريقيا للجودو               | القاهرة، مصر   | وزن 78 كيلوغرام للسيدات | المركز الأول (الميدالية الذهبية)    |                  |
| 2004  | بطولة إفريقيا للجودو               | أبوجا، نيجيريا | وزن 78 كيلوغرام للسيدات | المركز الأول (الميدالية الذهبية)    |                  |
| 2004  | الألعاب الأولمبية الصيفية عام 2004 | أثينا باليونان | وزن 78 كيلوغرام للسيدات | لم تتأهل                            | خرجت من الدور 64 |